# Prezidentské volby v Moldavsku v listopadu a prosinci 2009
Druhé prezidentské volby v Moldavsku v roce 2009 byly nepřímé prezidentské volby, které se konaly 10. listopadu 2009 and 7. prosince 2009  v Moldavsku po parlamentních volbách v červenci 2009.

## Předvolební vývoj
První pokus v květnu a červnu 2009 po parlamentních volbách v dubnu 2009 se nezdařil, což si vynutilo předčasné volby a následně druhé prezidentské volby. Pokud by se tyto volby opět nezdařily, ústava zakazuje druhé předčasné volby v témže roce, což by znamenalo, že by se předčasné volby konaly na začátku roku 2010.
PCRM naznačila, že by byla ochotna podpořit nezávislého kandidáta na prezidenta.
8. srpna 2009 se čtyři strany dohodly na vytvoření Aliance pro evropskou integraci, která odsunula komunistickou stranu do opozice. Aliance pro evropskou integraci potřebovala zvolit nového prezidenta, což bylo nemožné bez podpory alespoň 8 komunistických poslanců. Aliance pro evropskou integraci měla v moldavském parlamentu těsnou většinu 53 poslanců ze 101, zatímco komunisté měli 48 poslanců. Ke zvolení nového prezidenta bylo zapotřebí nejméně 61 hlasů.
Aliance pro evropskou integraci zvolila předsedou parlamentu Mihaie Ghimpua, předsedu Liberální strany. V ten den bylo oznámeno, že na prezidenta navrhnou Mariana Lupu a na premiéra Vlada Filata.
Komunistická strana zasedání bojkotovala a 1. září napadla legitimitu Ghimpuovy volby z procedurálních důvodů, ale Ústavní soud 8. září rozhodl, že volba byla platná. Voronin oznámil, že do 14. září 2009 odstoupí a stane se řadovým poslancem, což učinil 11. září 2009; Ghimpu tak převzal funkci úřadujícího prezidenta až do voleb.

## Volby
Marian Lupu uvedl 5. října 2009 že Moldavský parlament bude volit nového prezidenta této bývalé sovětské republiky 23. nebo 26. října. Volby se měly konat 23. října, ale byly odloženy kvůli ústavnímu dilematu, zda je legální je uspořádat, pokud je zaregistrován pouze jeden kandidát.
První pokus o volby 10. listopadu se nezdařil, protože PCRM volby bojkotovala. Další kolo se mělo konat do třiceti dnů, a pokud by ani druhý pokus neuspěl, konaly by se na podzim 2010 předčasné volby. Druhé kolo bylo stanoveno na 7. prosince a také se stejným výsledkem hlasování neuspělo.

### Výsledky voleb
| Kandidát               | Kandidát               | Strana                 | První kolo | První kolo | Druhé kolo | Druhé kolo |
| Kandidát               | Kandidát               | Strana                 | Hlasy      | %          | Hlasy      | %          |
| ---------------------- | ---------------------- | ---------------------- | ---------- | ---------- | ---------- | ---------- |
|                        | Marian Lupu            | PDM                    | 53         | 100        | 53         | 100        |
| Celkem                 | Celkem                 | Celkem                 | 53         | 100        | 53         | 100        |
|                        |                        |                        |            |            |            |            |
| Celkový počet poslanců | Celkový počet poslanců | Celkový počet poslanců | 101        | —          | 101        | —          |